# Syndicat des chemins de fer de ceinture
Le Syndicat des chemins de fer de ceinture est créé en 1880 pour exploiter dans un intérêt commun deux lignes qui assuraient l'interconnexion des réseaux des grandes compagnies de chemins de fer français:
- la ligne de Petite Ceinture de Paris,
- la ligne de la grande ceinture de Paris (124 km).

Son siège est au 110, rue Saint-Lazare, à proximité immédiate de la Compagnie des chemins de fer de l'Ouest.

## Historique
Ce syndicat est le successeur : 
- du Syndicat du Chemin de fer de Ceinture de rive droite, créé par les compagnies du Nord, du Paris – Strasbourg (Est), du Paris – Orléans et du Paris – Lyon – Méditerranée pour exploiter la ligne de Petite Ceinture de Paris, conformément aux termes de la concession de cette ligne[4] ou, plus exactement :
  - la Petite-Ceinture Rive-droite (16 km), concédée au Syndicat de la Petite Ceinture ;
  - la Petite-Ceinture Rive-gauche (10 km), concédée à la Compagnie des chemins de fer de l'Ouest mais exploitée par le Syndicat de Petite-Ceinture ;
- du Syndicat du Chemin de fer de Grande-Ceinture créé par les mêmes compagnies dans le cadre d'une convention du 23 septembre 1875[5] pour exploiter la ligne de la grande ceinture de Paris dont la construction avait été décidée à la suite de la guerre perdue  franco-allemande de 1870, qui avait mis en évidence la capacité insuffisante de la Petite Ceinture pour assurer les transports militaires devenus indispensables par les circonstances.

La fusion en 1880 des deux anciens syndicat permet d'y intégrer la Compagnie des chemins de fer de l'Ouest.
Le syndicat est chargé de la gestion et de l'exploitation commune  des deux lignes, soit près de 200 kilomètres de voies ferrées. Le Syndicat des Deux-Ceintures nommait un directeur de la Grande-Ceinture et de la Ceinture de Paris, chargé de l'exploitation sous l'autorité d'un Comité. Le directeur dirigeait directement la Ceinture de Paris ; pour la Grande-Ceinture, son rôle se bornait à établir les comptes de recettes et dépenses facturés par les réseaux ; en 1894, il reçut la direction du personnel et des voies de la section Juvisy – Noisy via Achères, puis en 1910, la traction des trains de cette section, jusqu'alors assurée tant bien que mal par la Compagnie des chemins de fer de l'Ouest.
En 1911, la gestion du syndicat est remaniée, et un poste d'ingénieur en chef du syndicat est créé pour en assurer la direction.
L'ingénieur en chef est chargé de procéder à la liquidation juridique et comptable du syndicat en 1934, l'exploitation des lignes étant désormais assurée par la Compagnie de l'Est (section Noisy – Sucy), par l'Administration des chemins de fer de l'État (section Juvisy – Argenteuil-Triage) et par la Compagnie du Nord pour le reste des lignes.
Le syndicat disparait totalement lors de la création de la Société nationale des chemins de fer français (SNCF) en 1938, qui nationalise les anciennes compagnies.
Le président du syndicat est Gustave Noblemaire, cadre dirigeant du PLM.